# دوره یایویی

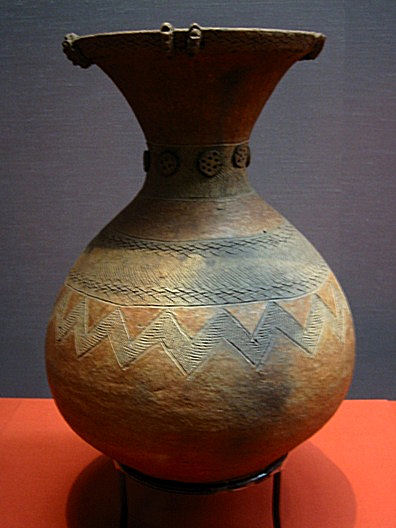
کوزه‌ای از دوره یایویی، قرن اول تا سوم، به دست آمده در حفاری‌های ناحیهٔ کوگاهارا، اوتا، توکیو، موزه ملی توکیو.

دوره یایویی (به ژاپنی: 弥生時代, Yayoi jidai) بخشی از تاریخ ژاپن است که از حدود سال ۵۰۰ قبل از میلاد تا سال ۳۰۰ میلادی را شامل می‌شود.
یایویی نام خود را از منطقه‌ای در همسایگی توکیو گرفته‌است که باستان‌شناسان برای اولین بار آثار و دست‌ساخته‌های بشری مربوط به این دوران را از خاک آن بیرون کشیده‌اند. ویژگی‌های قابل تشخیص دوره یایویی شامل ظهور نوع جدیدی از کوزه‌گری و آغاز متمرکز کشت برنج در شالیزار است. در این دوره به پرورش خوک و در مقیاس کمتر مرغ و خروس پرداختند.
فرهنگ یایویی به سرعت در سرزمین اصلی هون‌شو گسترش پیدا کرد و با فرهنگ بومی جومون درآمیخت.

## خاستگاه فرهنگ یایویی
خاستگاه فرهنگ یایویی موضوع بحث‌هایی طولانی بوده‌است. تأثیر چین بر سلاح‌های مسی و برنزی این دوره و نیز بر برنج‌کاری و ناقوس‌های کوچک ژاپنی روشن است. سه نشانه مهم فرهنگ یایویی، آینه‌های برنزی، شمشیر برنزی و مهر سنگی شاهانه هستند. در سال‌های اخیر، باستان‌شناسان بیشتری مشغول مطالعه تطبیقی اشیای متعلق به این دوره با بازمانده آثار دوران اولیه سلطنت دودمان هان در چین شدند و نتیجه بررسی‌های آنان حاکی از شباهت جمجمه و اعضای بدن مردم یایویی با اهالی جیانگ‌سو بوده‌است.
نخستین اشاره نوشتاری به ژاپن در همین دوره در متن چینی بیست و چهار تاریخ دیده می‌شود.